# Серебряков, Никита Сергеевич
Ники́та Серге́евич Серебряко́в (род. 1 ноября 1995, Москва) — российский хоккеист, вратарь клуба КХЛ «Авангард».

## Биография
Воспитанник хоккейной школы «Динамо» им. А. И. Чернышева. В 2012 году был защищён свои клубом на драфте юниоров КХЛ. Профессиональную карьеру начал в молодежной команде «Динамо» в сезоне 2011/12, отыграв по одному матчу в регулярном сезоне и в плей-офф.
С 2012 по 2014 года выступал в Хоккейной лиге Онтарио в составе команды «Сагино Спирит». В 2013 году был вызван в юниорскую сборную России для участия в чемпионате мира. На уровне OHL провёл 61 матч, включая игры плей-офф. 30 ноября 2014 года вернулся в расположение «Динамо».
В сезоне 2015/16 стал игроком команды фарм-клуба — «Динамо» (Балашиха), в составе которого отыграл 25 матчей, включая 1 игру в плей-офф. За основную команду так и не выступил, хотя и привлекался к тренировкам и даже попадал в заявку на матчи Континентальной хоккейной лиги.
В сезоне 2016/17 перебрался в клуб КХЛ — «Адмирал», в составе которого, 26 августа 2016 года наконец дебютировал в КХЛ, в домашнем матче против ярославского «Локомотива», выйдя на послематчевую буллитную серию. Уже на следующий день Никита Серебряков вышел на лёд с первых минут, в матче против «Витязя» (5:4). Помимо матчей в составе «Адмирала» Серебряков привлекался в состав клуба «Сахалин», для участия в матчах Азиатской хоккейной лиги. На следующий сезон Серебряков продолжил чередовать игры за «Адмирал» и фарм клуб — «Южный Урал» из города Орск. В сезоне 2018/19 получил больше игровой практики в КХЛ, проведя на льду 40 матчей при показателе отраженных бросков в 91,6 %. В конце февраля 2019 года Серебряков был вызван в состав сборной России для участие в Универсиаде, которая проходила со 2 по 10 марта в Красноярске. На этом турнире завоевал золотые медали. Перед началом сезона 2019/20 у вратаря произошёл конфликт с руководством «Адмирала» из-за задолжности по зарплате, в связи с чем игрок не поехал на летние сборы с командой и был отстранён от игр на неопределённый срок. Несмотря на это, Серебряков был вызван в состав олимпийской сборной России, для участия в международных турнирах.
В конце 2019 года «Адмирал» обменял права на Серебрякова в нижегородское «Торпедо» на денежную компенсацию в размере 5 миллионов рублей.
С 2019 по 2021 год выступал за «Торпедо», затем снова вернулся во Владивосток. По итогам сезона 2022/23 был признан лучшим вратарем КХЛ.
4 октября 2023 года был обменян в СКА. 20 ноября 2024 года вместе с 32-летним форвардом Эмилем Галимовым был обменян в «Авангард» на вратаря Станислава Бережного.
Признан лучшим вратарем 1/8 плей-офф Кубка Гагарина сезона 2024/2025.

## Достижения
- Победитель мирового Кубка Вызова U17: 2012
- Чемпион Универсиады: 2019